# Laxmi Nagar
Laxmi Nagar (nep. लक्ष्मीनगर) – gaun wikas samiti w zachodniej części Nepalu w strefie Seti w dystrykcie Doti. Według nepalskiego spisu powszechnego z 2001 roku liczył on 777 gospodarstw domowych i 4782 mieszkańców (2387 kobiet i 2395 mężczyzn).